# Station Biache-Saint-Vaast
Station Biache-Saint-Vaast is een spoorwegstation in de Franse gemeente Biache-Saint-Vaast.